# Tarjeta ONA
La Tarjeta ONA (acrónimo de Osasun Nortasun Agiria, Documento de Salud e Identidad, en euskera) fue una Tarjeta Electrónica Sanitaria con usos ciudadanos que emitió el Gobierno Vasco entre 2007 y 2010, en sustitución de la tarjeta sanitaria individual (TIS) creada en 1989.
Se trataba de una tarjeta inteligente mediante la cual se podían cursar trámites con las diferentes Administraciones, en este caso Ayuntamientos, Diputaciones, Gobierno Vasco y Administración estatal, así como utilizar servicios como banca electrónica (bbknet, kutxanet y vitalnet). La tarjeta incluía elementos de seguridad como una antena para el control de accesos, chip con identificación, firma electrónica, banda magnética y código de barras, juego de barcos y datos sanitarios.

## Implantación y supresión
Concebida como pieza clave de su proyecto de administración on line, la tarjeta ONA fue creada en 2007 durante el gobierno presidido por Juan José Ibarretxe (PNV) y, gracias a una intensiva campaña de distribución, en tres años llegó al 10 % de la población vasca. Sin embargo, en 2012 el gobierno presidido por Patxi López (PSE-EE) ordenó su supresión, en cumplimiento de la resolución aprobada por el Parlamento Vasco en 2010, con los votos favorables del PSE-EE, PP y UPyD, que urgía al fin de su distribución.

## Servicios
La tarjeta ONA ofrecía los siguientes servicios, según indicaba el Gobierno Vasco:
- Servicios sanitarios de Osakidetza: reserva de cita médica, solicitud de cambio de médico, segunda opinión médica, expedientes asistenciales, datos de bajas, etc.
- Servicios generales: contratación electrónica, registro y clasificación de empresas, servicios para colectivos (instaladores eléctricos, juego y espectáculos, etc.).
- Servicios forales: tramitación IRPF, autoliquidaciones, declaraciones telemáticas, consulta datos fiscales, deudas y facturas, sugerencias, etc.
- Servicios municipales: acceso a polideportivos, consulta de catálogos y préstamo de libros de las bibliotecas municipales, obtención del certificado de empadronamiento.
- Otros trámites: consulta de puntos del carnet de conducir, consulta de la vida laboral, consulta de datos catastrales, relación con entidades bancarias.
- Banca electrónica: acceso a BBK (bbknet), Kutxa (kutxanet) y Caja Vital (vitalnet) mediante la tarjeta ONA.